# Good Hit
"Good Hit" é uma canção da cantora norte-americana Jennifer Lopez, gravada para o seu sétimo álbum de estúdio Love?. Foi escrita e produzida pelos norte-americanos Tricky Stewart e The-Dream. A sua gravação decorreu nos estúdios Triangle Sound, em Atlanta, Geórgia, Record Plant Recording Studios, em Los Angeles e Larrabee Studios, em Hollywood, sendo que os últimos dois são localizados na Califórnia. Em agosto de 2010, a música acabou por ser colocada na Internet, e mais tarde, foi anunciada como o primeiro single do disco. Contudo, mais tarde, foi decidido que, como parte da promoção para a edição do disco, iria tornar-se numa faixa de trabalho promocional, lançada em janeiro de 2011 através da editora discográfica Island Records. Além de pertencer à promoção da carreira musical de Lopez, fez ainda parte da banda sonora do filme de 2010 protagonizado pela própria, The Back-up Plan. 
A canção deriva de origens estilísticas de dance e R&B, sendo que o seu arranjo musical consiste no uso de sintetizadores e ainda em acordes de guitarra. "Good Hit" recebeu análises negativas pela maioria dos profissionais, sendo que criticaram Lopez pelo uso excessivo de auto-tune e pela falta de originalidade. Posteriormente, foi divulgado uma previsão do vídeo musical para o tema, em outubro de 2010, com a direção de Alex Moors. No início de 2011, voltou a ser promovido outro excerto que continha imagens do teledisco numa sala de aula, em que Jennifer interpretava a personagem de uma professora e estava rodeada de alunas vestidas pela marca Dolce & Gabbana. Após o lançamento de Love?, devido às vendas digitais, conseguiu entrar na tabela musical da Coreia do Sul, a Gaon International Chart. 

## Antecedentes e lançamento
Após a falta de sucesso comercial e crítico do sexto álbum de estúdio de Lopez, Brave, e a gravidez dos gémeos Max e Emme, a cantora começou a trabalhar em nova música para um projeto futuro em 2008. Em fevereiro de 2009, um novo tema das sessões de gravação foi divulgado na Internet contra vontade dos responsáveis. Lopez comentou o sucedido no seu sítio oficial em maio, afirmando o seguinte:
| “ | Estou sempre empolgada com a minha música e isto ["Hooked on You"] é uma das algumas faixas em que estou a trabalhar de momento. Estou lisonjeada pelo interesse de todos e realmente animada para que oiçam a verdadeira... | ” |

Em agosto de 2010, uma previsão de "Good Hit" foi colocada na Internet, anunciada como primeiro single para celebrar a assinatura do contracto com a Island e promover o lançamento do seu sétimo disco de originais, Love?. Após a divulgação da previsão, foi criticada negativamente pelos membros da crítica especializada, que fez com que os planos de lançamento como primeira faixa de trabalho do álbum fossem cancelados. Ainda assim, a obra serviu como foco de promoção com edição em janeiro de 2011 e entrou no alinhamento final do trabalho de estúdio que foi lançado quatro meses depois.

## Estilo musical e receção pela crítica
"Good Hit" é uma canção que incorpora elementos de estilo dance e R&B com uma duração de quatro minutos e quatro segundos (4:04), com composição e produção pelos norte-americanos Tricky Stewart e The-Dream. A sua gravação decorreu nos estúdios Triangle Sound, em Atlanta, Geórgia, Record Plant Recording Studios, em Los Angeles e Larrabee Studios, em Hollywood, sendo que os últimos dois são localizados na Califórnia. A sua composição foi construída com vocais fortes e sintetizadores. O tratamento vocal ficou a cargo de Kuk Harrell, Josh Gudwin e Jim Annunziatoe, com o processo de mistura por Jaycen Joshua e assistência de Jesus Garnica. Brian "B-Luv" Thomas e Pat Thrall trataram da engenharia com ajuda por Chris Galland e Dustin Capulong. Musicalmente, contém uma "batida agitada" que projecta um "momento bem passado" na pista de dança. Chris Ryan da MTV News descreveu a obra como um número de "dança escorregadio e suportável, onde Lopez canta numa voz revestida com um muito criticado e incrível filtro popular vocal". Scott Shetler do sítio PopCrush observou que a faixa era quase classificada como rap.
O registo recebeu críticas negativas por parte da crítica especializada. Robert Copsey do Digital Spy chamou-a de "genérica", com a mesma opinião que Genevieve Koski do jornal The A.V. Club, que acrescentou o seguinte: "[A música] afirma 'Eu tenho essa boa batida', quando claramente parece que nem sequer ela deseja isso". Sal Cinquemani da revista Slant afirmou que em Love?, com excepção de "Good Hit" e "Invading My Mind", a cantora "brilha quando a sua batida sobe aos 120 ou mais alto ainda". Poppy Reid do sítio The Music Network criticou a música pelo seu uso excessivo de Auto-Tune e pela letra "que não se espera de alguém com 41 anos" e Scott Shetler do PopCrush referiu que parecia mais que Jennifer "estava a interpretar Britney Spears do que a cantar com a sua própria personalidade". Monica Herrera da publicação Billboard concordou com a observação de Shetler, e acrescentou que notava semelhanças com "Piece of Me" de Spears, e com algum do reportório de Nicki Minaj.

## Vídeo musical

Lopez (centro) sentada numa secretária, rodeada pelo seu grupo de estudantes durante um dos cenários para o teledisco de "Good Hit".

Em outubro de 2010, foi gravado um vídeo musical para a música, dirigido por Alex Moors. As gravações decorreram numa série de colaborações entre a Nice Shoes, uma empresa de efeitos visuais sediada em Nova Iorque, e Moors, com inspiração na sua curta-metragem Cherry Bloom. Alex filmou "Good Hit" num local em dois cenários diferentes, afirmando que queria uma "visão consistente num todo", permitindo que a Nice Shoes "aplica-se o estilo da filmagem ao resto, mudando simplesmente o contraste". O teledisco "faz uso de um conjunto de ferramentas diferentes para personalizar o penteado". Oribe, um estilista de origem cubana, esteve responsável pelo cabelo da cantora e criou um "estilo clássico; muito cabelo, volume e vento". Uma previsão do trabalho final foi divulgada na rede no mesmo mês em que foi gravado, contudo, foi rapidamente removido. A versão completa foi lançada a 15 de janeiro de 2011.
A trama começa com Lopez a segurar num apontador com a sua mão esquerda, enquanto pede a atenção dos alunos. Dois quadros são mostrados atrás da cantora, com as palavras "Fierceology" e "Work It Out 101" escritas a giz. Jennifer é mostrada a dançar em cima de cadeiras com vários estudantes, cada um com secador de cabelo na mão. Estas cenas são intercaladas com a artista a ensinar as jovens a "chicotear" o cabelo. De seguida, o cenário muda entre a sala e um corredor da escola. O projeto foi elogiado pela sua sensualidade e pela indumentária fornecida pela marca Dolce & Gabbana. Em dezembro de 2011, uma versão alternativa foi divulgada na internet, começando com a intérprete a posar em frente a um espelho, rodeada de jóias e sentada num sofá com um telefone. Esta alternativa foi concevida a partir das sessões fotográficas para a promoção do álbum Love? e são cenas intercaladas com o original.

## Desempenho nas tabelas musicais
Após o seu lançamento como single promocional e com apoio das descargas digitais através do disco, a canção conseguiu alcançar a 193.ª posição na tabela musical South Korea Gaon International Chart da Coreia do Sul.

### Posições
| Tabela musical (2011)                       | Melhor posição |
| ------------------------------------------- | -------------- |
| Coreia do Sul - Korea International Singles | 193            |

## Créditos
Todo o processo de elaboração da canção atribui os seguintes créditos pessoais:
- Jennifer Lopez – vocalista principal;
- Tricky Stewart - composição, produção;
- The-Dream - composição, produção;
- Kuk Harrell - produção e gravação vocal;
- Josh Gudwin - gravação vocal;
- Jim Annunziato - gravação vocal;
- Brian "B-Luv" Thomas, Pat Thrall - engenharia;
- Chris "Tek" O'Ryan - engenharia adicional;
  - Chris Galland, Dustin Capulong - assistência;
- Jaycen Joshua - mistura;
  - Jesus Garnica - assistência;
- Alli Davis - vocais de apoio.